# Боббі Броуні
Роберт Броуні (англ. Robert Browne; нар. 9 червня 1962, Дублін, Ірландія) — колишній ірландський футболіст та тренер. У 1980-их та 1990-их роках виступав за клуби Ліги Ірландії, переважно за «Шелбурн».

## Життєпис
У футболці «Шемрок Роверс» у сезоні 1984/85 років провів загалом 3 поєдинки, у тому числі й 2 — у національному чемпіонаті. Також виходив на поле з лави запасних в 1-му поєдинку «Обручів» у Кубок європейських чемпіонів 1984/85.
Найтривалішим періодом виступів став «Шелбурн», де був одним з ключових футболістів, коли «Червоні» виграли Прем'єр-дивізіон Ліги Ірландії 1991/92, в якому Боббі відзначився 3-ма голами в 28 матчах. Ця перемога гарантувала «Шелбу» до Ліги чемпіонів УЄФА 1992/93, де знову вийшов на заміну в поєдинку проти «Таврії» (Сімферополь). Наступного сезону «Шелбурн» виграв кубок Ірландії, який гарантував вступ до Кубку володарів кубків УЄФА 1993/94, де Броуні 3 рази виходив на заміну, у поєдинках проти львівських «Карпат», а також у матчах проти грецького «Панатінаїкоса» на Олімпійському стадіоні в Афінах та в матчі-відповіді.
У січні 1994 року перейшов до «Ардса», разом з яким виграв County Antrim Shield. Проте в листопаді того ж року повернувся на батьківщину, де підсилив «Дроеду Юнайтед» з Першого дивізіону Ліги Ірландії. Його хороша форма допомогла Бойнсайдерам підвищитися в класі, а Боббі Браун названий у Символічної 11-ки найкращих футболістів Першого дивізіону Ліги Ірландії 1994/95. Наступног осезону визнаний найкращим гравцем «Дроеди Юнайтед».
Напередодні старту Прем'єр-дивізіону Ліги Ірландії 1996/97 перейшов у «Дандолк», у футболці якого єдиним голом відзначився 16 серпня в поєдинку кубку Ліги. Після проведеного на сезону на Ганкі Доріс Парк переїхав до «Монеген Юнайтед», де в 1999 році став граючим головним тренером клубу. 
Під керівництвом Броуні «Монеген» повернувся до Прем'єр-дивізіону на сезон 2000/01 років. У вересні 2003 року залишив команду.
У 2010 році допомогав тренувати олімпійську збірну Ірландії.
У жовтні 2010 року «Дроеда Юнайтед» призначила Боббі Броуні новим головним тренером команди. Незважаючи на фініш внизу турнірної таблиці в 2010 році та автоматичний виліт, «Дроеда Юнайтед» за декілька тижнів до старту нового сезону отримав можливість продовжити виступи в еліті ірландського футболу, коли «Спортінг Фінгал» припинив своє існування. Опинившись у Прем'єр-дивізіоні, Боббі Брауна замінив головний тренер «Монеген Юнайтед» Мік Кук 27 лютого 2011 року, за тиждень до старту першої гри сезону 2011 року.

## Досягнення

### Клубні
«Шелбурн»
- Прем'єр-дивізіон Ліги Ірландії
  -  Чемпіон (1): 1991/92

- Кубок Ірландії
  -  Володар (1): 1993

«Ардс»
- County Antrim Shield
  -  Володар (1): 1993

### Індивідуальні
- Гравець року «Дроеди Юнайтед» (1): 1995/96